# Damalis compacta
Damalis compacta är en tvåvingeart som först beskrevs av Hull 1962.  Damalis compacta ingår i släktet Damalis och familjen rovflugor. Inga underarter finns listade i Catalogue of Life.